# 아카데미 남우조연상
아카데미 남우조연상(영어: Academy Award for Best Supporting Actor)은 아카데미상의 부문 중 하나로, 그 해 미국에서 공개된 영화에서 가장 뛰어난 남자 조연 배우에게 수여된다.

## 연도별 수상자와 후보 목록

### 1930년대
| 연도            | 배우                       | 영화                          | 배역 |
| --------------- | -------------------------- | ----------------------------- | ---- |
| 1936 (9회차)    |                            |                               |      |
| 월터 브레넌     | 《컴 앤 겟 잇》            | 스완 보스트롬                 |      |
| 미샤 아워       | 《마이 맨 갓프리》         | 카를로                        |      |
| 스튜어트 어윈   | 《피그스킨 퍼레이드》      | 아모스 도드                   |      |
| 배질 래스본     | 《로미오와 줄리엣》        | 티볼트– 레이디 캐퓰렛의 조카  |      |
| 아킴 타미로프   | 《장군 새벽에 죽다》       | 양 장군                       |      |
| 1937 (10회차)   |                            |                               |      |
| 조쉡 쉴드크로트 | 《에밀 졸라의 생애》       | 알프레드 드뤼퍼스 대위        |      |
| 랠프 벨러미     | 《놀라운 진실》            | 다니엘                        |      |
| 토머스 미첼     | 《허리케인》               | 커세인트 박사                 |      |
| H. B. 워너      | 《잃어버린 지평선》        | 챙                            |      |
| 롤런드 영       | 《토퍼》                   | 코스모 토퍼                   |      |
| 1938 (11회차)   |                            |                               |      |
| 월터 브레넌     | 《켄터키》                 | 피터 굿윈                     |      |
| 존 가필드       | 《네 명의 딸들》           | 미키 보덴                     |      |
| 진 록하트       | 《알지어즈》               | 레지스                        |      |
| 로버트 몰리     | 《마리 앙투아네트》        | 루이 16세                     |      |
| 배질 래스본     | 《내가 왕이라면》          | 루이 11세                     |      |
| 1939 (12회차)   |                            |                               |      |
| 토머스 미첼     | 《역마차》                 | 분 박사                       |      |
| 브라이언 어헌   | 《유 아 레즈》             | 막시밀리안 폰 합스부르크 황제 |      |
| 해리 케리       | 《스미스씨 워싱턴에 가다》 | 상원의장                      |      |
| 브라이언 돈레비 | 《보 제스트》              | 마코프 병장                   |      |
| 클로드 레인스   | 《스미스씨 워싱턴에 가다》 | 조셉 해리슨 페인 상원의원     |      |

### 1940년대
| 연도                | 배우                          | 영화                            | 배역 |
| ------------------- | ----------------------------- | ------------------------------- | ---- |
| 1940 (13회차)       |                               |                                 |      |
| 월터 브레넌         | 《서부의 사나이》             | 로이 빈 판사                    |      |
| 앨버트 배서먼       | 《해외 특파원》               | 반 미어                         |      |
| 윌리엄 가건         | 《데이 뉴 왓 데이 원티드》    | 조                              |      |
| 잭 오키             | 《위대한 독재자》             | 벤지니 나팔로니                 |      |
| 제임스 스티븐슨     | 《편지》                      | 하워드 조이스                   |      |
| 1941 (14회차)       |                               |                                 |      |
| 도널드 크리스프     | 《나의 계곡은 푸르렀다》      | 귈림 모건                       |      |
| 월터 브레넌         | 《요크 상사》                 | 로지에 파일 목사                |      |
| 찰스 코번           | 《데블 앤 미스 존스》         | 존 P. 메릭                      |      |
| 제임스 글리슨       | 《천국의 사도 조단》          | 맥스 팝 코클                    |      |
| 시드니 그린스트리트 | 《말타의 매》                 | 캐스퍼 거트맨                   |      |
| 1942 (15회차)       |                               |                                 |      |
| 밴 헬핀             | 《자니 이거》                 | 제프 하트넷                     |      |
| 윌리엄 벤딕스       | 《웨이크 아일랜드》           | 알로시우스 "스맥지" 랜덜 이병   |      |
| 월터 휴스턴         | 《양키 두들 댄디》            | 제리 코한                       |      |
| 프랭크 모건         | 《Tortilla Flat》             | 해적                            |      |
| 헨리 트레이버스     | 《미니버 부인》               | 제임스 발라드                   |      |
| 1943 (16회차)]      |                               |                                 |      |
| 찰스 코번           | 《한 여자와 두 남자》         | 벤자민 딩글                     |      |
| 찰스 빅포드         | 《베르나데트의 노래》         | 페이라메일 신부                 |      |
| J. 캐럴 내시        | 《사하라 전차대》             | 주세페                          |      |
| 클로드 레인스       | 《카사블랑카》                | 루이스 리놀트 대위              |      |
| 아킴 타미로프       | 《누구를 위하여 종은 울리나》 | 파블로                          |      |
| 1944 (17회차)       |                               |                                 |      |
| 배리 피츠제럴드     | 《나의 길을 가련다》          | 피츠지본 신부                   |      |
| 험 크로닌           | 《세븐스 크로스》             | 폴 로더                         |      |
| 클로드 레인스       | 《미스터 스케핑튼》           | 잡 스케핑튼                     |      |
| 클리프턴 웹         | 《로라》                      | 왈도 라이데커                   |      |
| 몬티 울리           | 《님은 가시고》               | 윌리엄 G. 스몰렛 대령           |      |
| 1945 (18회차)       |                               |                                 |      |
| 제임스 던           | 《브룩클린의 나무 성장》      | 조니 놀런                       |      |
| 마이클 체호프       | 《스펠바운드》                | 알렉산더 "알렉스" 브룰로프 박사 |      |
| 존 돌               | 《콘 이즈 그린》              | 모건 에번스                     |      |
| 로버트 미첨         | 《지 아이 조의 이야기》       | 빌 워커 중위                    |      |
| J. 캐럴 내시        | 《베니를 위한 훈장》          | 찰리 마틴                       |      |
| 1946 (19회차)       |                               |                                 |      |
| 해럴드 러셀         | 《우리 생애 최고의 해》       | 호머 패리쉬                     |      |
| 찰스 코번           | 《자라가는 시절》             | 알렉산더 고우                   |      |
| 윌리엄 데마레스트   | 《졸슨 스토리》               | 스티브 마틴                     |      |
| 클로드 레인스       | 《오명》                      | 알렉스 세바스찬                 |      |
| 클리프턴 웹         | 《면도날》                    | 엘리엇 템플턴                   |      |
| 1947 (20회차)       |                               |                                 |      |
| 에드먼드 그웬       | 《34번가의 기적》             | 크리스 크링글                   |      |
| 찰스 빅퍼드         | 《농부의 딸》                 | 조지프 클랜시                   |      |
| 토머스 고메즈       | 《핑크 말 타기》              | 판초                            |      |
| 로버트 라이언       | 《십자포화》                  | 몽고메리                        |      |
| 리처드 위드마크     | 《이중 노출》                 | 토미 우도                       |      |
| 1948 (21회차)       |                               |                                 |      |
| 월터 휴스턴         | 《시에라 마드레의 황금》      | 하워드                          |      |
| 찰스 빅퍼드         | 《조니 벨린다》               | 블랙 맥도널드                   |      |
| 호세 페러           | 《잔다르크》                  | 샤를 7세                        |      |
| 오스카르 호몰카     | 《아이 리멤버 마마》          | 크리스 핼버슨 삼촌              |      |
| 세실 켈러웨이       | 《아일랜드의 운수》           | 호레이스 (레프리콘)             |      |
| 1949 (22회차)       |                               |                                 |      |
| 딘 재거             | 《정오의 출격》               | 하비 스토발 소장                |      |
| 존 아일랜드         | 《모두가 왕의 부하들》        | 잭 버든                         |      |
| 아서 케네디         | 《챔피언》                    | 코니 켈리                       |      |
| 랠프 리처드슨       | 《사랑아 나는 통곡한다》      | 오스틴 슬로퍼 박사              |      |
| 제임스 휘트모어     | 《배틀그라운드》              | 키니 병장                       |      |

### 1950년대
| 연도                 | 배우                       | 영화                              | 배역 |
| -------------------- | -------------------------- | --------------------------------- | ---- |
| 1950 (23회차)        |                            |                                   |      |
| 조지 샌더스          | 《이브의 모든 것》         | 애디슨 드윗                       |      |
| 제프 챈들러          | 《부러진 화살》            | 코치즈                            |      |
| 에드먼트 그웬        | 《미스터 880》             | "스키퍼" 밀러                     |      |
| 샘 재프              | 《아스팔트 정글》          | 에윈 리덴슈나이더 박사            |      |
| 에리히 폰 슈트로하임 | 《선셋 대로》              | 막스 폰 메이어링                  |      |
| 1951 (24회차)        |                            |                                   |      |
| 칼 말든              | 《욕망이라는 이름의 전차》 | 해럴드 "미치" 미첼                |      |
| 리오 젠              | 《쿼바디스》               | 페트로니우스                      |      |
| 케빈 매카시          | 《세일즈맨의 죽음》        | 비프 로먼                         |      |
| 피터 유스티노프      | 《쿼바디스》               | 네로                              |      |
| 긱 영                | 《컴 필 더 컵》            | 보이드 코플런드                   |      |
| 1952 (25회차)        |                            |                                   |      |
| 앤서니 퀸            | 《혁명아 자파타》          | 에우페미오 사파타                 |      |
| 리처드 버턴          | 《나의 사촌 레이첼》       | 필립 애슐리                       |      |
| 아서 허니커트        | 《빅 스카이》              | 잽 캘러웨이 나레이터              |      |
| 빅터 맥라글렌        | 《말 없는 사나이》         | 레드 윌 다나허                    |      |
| 잭 팰런스            | 《서든 피어》              | 레스터 블레인                     |      |
| 1953 (26회차)        |                            |                                   |      |
| 프랭크 시나트라      | 《지상에서 영원으로》      | 아젤로 마지오 이병                |      |
| 에디 앨버트          | 《로마의 휴일》            | 어빙 래도비치                     |      |
| 브랜던 디와일드      | 《셰인》                   | 조이 스타렛                       |      |
| 잭 팰런스            | 《셰인》                   | 잭 윌슨                           |      |
| 로버트 스트로스      | 《제 17 포로수용소》       | 스태니슬라스 "애니멀" 카사바 병장 |      |
| 1954 (27회차)        |                            |                                   |      |
| 에드먼드 오브라이언  | 《맨발의 콘테샤》          | 오스카 멀둔                       |      |
| 리 J. 콥             | 《워터프론트》             | 조니 프렌들리                     |      |
| 칼 말든              | 《워터프론트》             | 배리 신부                         |      |
| 로드 스타이거        | 《워터프론트》             | 찰리 말로이                       |      |
| 톰 털리              | 《케인호의 반란》          | 드브리스 사령관                   |      |
| 1955 (28회차)        |                            |                                   |      |
| 잭 레먼              | 《미스터 로버츠》          | 프랭크 소위                       |      |
| 아서 케네디          | 《심판》                   | 바니 캐슬                         |      |
| 조 만텔              | 《마티》                   | 앤지                              |      |
| 살 미네오            | 《이유 없는 반항》         | 존 "플라토" 크로퍼드              |      |
| 아서 오코널          | 《피크닉》                 | 하워드 베번스                     |      |
| 1956 (29회차)        |                            |                                   |      |
| 앤서니 퀸            | 《열정의 랩소디》          | 폴 고갱                           |      |
| 돈 머레이            | 《버스 정류장》            | 보 덱커                           |      |
| 앤서니 퍼킨스        | 《우정어린 설득》          | 조시 버드웰                       |      |
| 미키 루니            | 《볼드 앤 브레이브》       | 둘리                              |      |
| 로버트 스택          | 《바람에 쓴 편지》         | 카일 해들리                       |      |
| 1957 (30회차)        |                            |                                   |      |
| 레드 버튼스          | 《사요나라》               | 조 켈리 이등병                    |      |
| 비토리오 데 시카     | 《무기여 잘 있어라》       | 알레산드로 리날디 대령            |      |
| 하야카와 세쓰에      | 《콰이 강의 다리》         | 사이토 대령                       |      |
| 아서 케네디          | 《페이튼 플레이스》        | 루커스 크로스                     |      |
| 러스 탬블린          | 《페이튼 플레이스》        | 노먼 페이지                       |      |
| 1958 (31회차)        |                            |                                   |      |
| 벌 아이브스          | 《빅 컨츄리》              | 루퍼스 헤니시                     |      |
| 시어도어 비켈        | 《흑과 백》                | 맥스 뮬러 보안관                  |      |
| 리 J. 콥             | 《카라마조브의 형제들》    | 표도르 카라마조프                 |      |
| 아서 케네디          | 《섬 컴 러닝》             | 프랭크 허시                       |      |
| 긱 영                | 《선생님의 애완동물》      | 휴고 파인 박사                    |      |
| 1959 (32회차)        |                            |                                   |      |
| 휴 그리피스          | 《벤허》                   | 샤익 일데림                       |      |
| 아서 오코널          | 《살인의 해부》            | 파넬 에멧 맥카티                  |      |
| 조지 C. 스콧         | 《살인의 해부》            | 클로드 댄서 주 법무차관           |      |
| 로버트 본            | 《영 필라델피안스》        | 체스터 "체트" 귄                  |      |
| 에드 윈              | 《안네의 일기》            | 의사 뒤셀                         |      |

### 1960년대
| 연도                               | 배우                                | 영화                        | 배역 |
| ---------------------------------- | ----------------------------------- | --------------------------- | ---- |
| 1960 (33회차)                      |                                     |                             |      |
| 피터 유스티노프                    | 《스파르타쿠스》                    | 렌툴루스 바티아투스         |      |
| 피터 포크                          | 《Murder, Inc.》                    | 아베 "키드 트위스트" 렐레스 |      |
| 잭 크루션                          | 《아파트 열쇠를 빌려드립니다》      | 드레이퍼스 박사             |      |
| 살 미네오                          | 《영광의 탈출》                     | 도브 랜도                   |      |
| 칠 윌스                            | 《알라모》                          | 양봉꾼                      |      |
| 1961 (34회차)                      |                                     |                             |      |
| 조지 샤키리스                      | 《웨스트 사이드 스토리》            | 베르나르도 누녜스           |      |
| 몽고메리 클리프트                  | 《뉘른베르크의 재판》               | 루돌프 페터슨               |      |
| 피터 포크                          | 《포켓에 가득찬 행복》              | 조이 보이                   |      |
| 재키 글리슨                        | 《허슬러》                          | 미네소타 팻                 |      |
| 조지 C. 스콧 (declined nomination) | 《허슬러》                          | 버트 고든                   |      |
| 1962 (35회차)                      |                                     |                             |      |
| 에드 배글리                        | 《스윗 버드 오브 유스》             | 톰 핀리                     |      |
| 빅터 부오노                        | 《제인의 말로》                     | 에드윈 플래그               |      |
| 텔리 사발라스                      | 《버드맨 오브 알카트라즈》          | 페토 고메즈                 |      |
| 오마 샤리프                        | 《아라비아의 로렌스》               | 알리 이븐 엘 카리쉬 보안관  |      |
| 테런스 스탬프                      | 《빌리 버드》                       | 빌리 버드                   |      |
| 1963 (36회차)                      |                                     |                             |      |
| 멜빈 더글러스                      | 《허드》                            | 호머 배넌                   |      |
| 닉 애덤스                          | 《Twilight of Honor》               | 벤 브라운                   |      |
| 보비 다린                          | 《캡틴 뉴먼, M.D》                  | 짐 톰킨스 상병              |      |
| 휴 그리피스                        | 《톰 존스의 화려한 모험》           | 스콰이어 웨스턴             |      |
| 존 휴스턴                          | 《더 카디널》                       | 글레넌 추기경               |      |
| 1964 (37회차)                      |                                     |                             |      |
| 피터 유스티노프                    | 《토프카피》                        | 아서 사이먼 심슨            |      |
| 존 길거드                          | 《베킷》                            | 루이 7세                    |      |
| 스탠리 할로웨이                    | 《마이 페어 레이디》                | 알프레드 P. 두리틀          |      |
| 에드먼드 오브라이언                | 《세븐 데이즈 인 메이》             | 레이먼드 클라크 상원의원    |      |
| 리 트레이시                        | 《베스트 맨》                       | 아트 혹스태더 대통령        |      |
| 1965 (38회차)                      |                                     |                             |      |
| 마틴 발삼                          | 《천 명의 어릿광대》                | 아널드 번스                 |      |
| 이언 배넌                          | 《사막의 기적》                     | "랫백스" 크로우             |      |
| 톰 코트니                          | 《닥터 지바고》                     | 파샤 안티포프               |      |
| 마이클 던                          | 《바보들의 배》                     | 칼 글로켄 나레이터          |      |
| 프랭크 핀리                        | 《오델로》                          | 이아고                      |      |
| 1966 (39회차)                      |                                     |                             |      |
| 월터 매튜                          | 《포춘 쿠키》                       | 윌리 깅리치                 |      |
| 마코                               | 《산파블로》                        | 포한                        |      |
| 제임스 메이슨                      | 《조지 걸》                         | 제임스 리밍튼               |      |
| 조지 시걸                          | 《누가 버지니아 울프를 두려워하랴》 | 강사 닉                     |      |
| 로버트 쇼                          | 《사계절의 사나이》                 | 헨리 8세                    |      |
| 1967 (40회차)                      |                                     |                             |      |
| 조지 케네디                        | 《폭력 탈옥》                       | 드랙라인                    |      |
| 존 카사베츠                        | 《특공대작전》                      | 빅터 R. 프랭코              |      |
| 진 해크먼                          | 《우리에게 내일은 없다》            | 벅 바로우                   |      |
| 세실 켈러웨이                      | 《초대받지 않은 손님》              | 몬시너 라이언               |      |
| 마이클 J. 폴러드                   | 《우리에게 내일은 없다》            | C.W. 모스                   |      |
| 1968 (41회차)                      |                                     |                             |      |
| 잭 앨버트슨                        | 《서브젝트 워스 로지스》            | 존 클리리                   |      |
| 시모어 커셀                        | 《얼굴들》                          | 쳇                          |      |
| 대니얼 매시                        | 《스타》                            | 노엘 코워드                 |      |
| 잭 와일드                          | 《올리버》                          | 도저                        |      |
| 진 와일더                          | 《프로듀서》                        | 레오 블룸                   |      |
| 1969 (42회차)                      |                                     |                             |      |
| 긱 영                              | 《그들은 말을 쏘았다》              | 록키                        |      |
| 루퍼트 크로스                      | 《리버스》                          | 네드 매캐슬린               |      |
| 엘리엇 굴드                        | 《파트너 체인지》                   | 테드 헨더슨                 |      |
| 잭 니콜슨                          | 《이지 라이더》                     | 조지 핸슨                   |      |
| 앤서니 퀘일                        | 《천일의 앤》                       | 울시 추기경                 |      |

### 1970년대
| 연도                 | 배우                           | 영화                      | 배역 |
| -------------------- | ------------------------------ | ------------------------- | ---- |
| 1970 (43회차)        |                                |                           |      |
| 존 밀스              | 《라이언의 딸》                | 마이클                    |      |
| 리처드 S. 카스테야노 | 《러버스 앤 어더 스트레인저》  | 프랭크 베치오             |      |
| 치프 댄 조지         | 《작은 거인》                  | 늙은 로지 스킨스          |      |
| 진 해크먼            | 《아버지의 노래》              | 진 개리슨                 |      |
| 존 말리              | 《러브스토리》                 | 필 캐밸러리               |      |
| 1971 (44회차)        |                                |                           |      |
| 벤 존슨              | 《마지막 영화관》              | 샘 더 라이온              |      |
| 제프 브리지스        | 《마지막 영화관》              | 듀안 잭슨                 |      |
| 레오나르도 프레이    | 《지붕 위의 바이올린》         | 모텔 캄조일               |      |
| 리처드 제이컬        | 《스탬퍼가의 대결》            | 조 벤 스탬퍼              |      |
| 로이 샤이더          | 《프렌치 커넥션》              | 버디 클로디 루소 형사     |      |
| 1972 (45회차)        |                                |                           |      |
| 조엘 그레이          | 《캬바레》                     | MC                        |      |
| 에디 앨버트          | 《갈등의 부부》                | 미스터 코코런             |      |
| 제임스 칸            | 《대부》                       | 산티노 소니 코를레오네    |      |
| 로버트 듀발          | 《대부》                       | 톰 하겐                   |      |
| 알 파치노            | 《대부》                       | 마이클 코를레오네         |      |
| 1973 (46회차)        |                                |                           |      |
| 존 하우스먼          | 《하버드 대학의 공부벌레들》   | 찰스 W. 킹필드 주니어     |      |
| 빈센트 가디니아      | 《대야망》                     | 더치 슈넬                 |      |
| 잭 길퍼드            | 《호랑이를 구하라》            | 필 그린                   |      |
| 제이슨 밀러          | 《엑소시스트》                 | 데미안 카라스 신부        |      |
| 랜디 퀘이드          | 《마지막 지령》                | 죄수 래리 메도스          |      |
| 1974 (47회차)        |                                |                           |      |
| 로버트 드 니로       | 《대부 2》                     | 비토 코를레오네           |      |
| 프레드 어스테어      | 《타워링》                     | 하리 클레이본             |      |
| 제프 브리지스        | 《클린트 이스트우드의 대도적》 | 라이트풋                  |      |
| 마이클 V. 가초       | 《대부 2》                     | 프랭키 펜단게리           |      |
| 리 스트라스버그      | 《대부 2》                     | 하이맨 로스               |      |
| 1975 (48회차)        |                                |                           |      |
| 조지 번스            | 《선샤인 보이》                | 앨 루이스                 |      |
| 브래드 두리프        | 《뻐꾸기 둥지 위로 날아간 새》 | 빌리 비빗                 |      |
| 버지스 메러디스      | 《부서진 세월》                | 해리 그리너               |      |
| 크리스 서랜던        | 《뜨거운 오후》                | 리온 셔머                 |      |
| 잭 와든              | 《바람둥이 미용사》            | 레스터 카프               |      |
| 1976 (49회차)        |                                |                           |      |
| 제이슨 로바즈        | 《모두가 대통령의 사람들》     | 편집장 벤 브래들리        |      |
| 네드 비티            | 《네트워크》                   | 아서 젠슨                 |      |
| 버지스 메러디스      | 《록키》                       | 미키 골드밀               |      |
| 로런스 올리비에      | 《마라톤 맨》                  | 크리스티안 스젤 박사      |      |
| 버트 영              | 《록키》                       | 폴리 페니노               |      |
| 1977 (50회차)        |                                |                           |      |
| 제이슨 로바즈        | 《줄리아》                     | 대시엘 해밋               |      |
| 미하일 바리시니코프  | 《터닝 포인트》                | 유리 코페이키네           |      |
| 피터 퍼스            | 《에쿠우스》                   | 앨런 스트랭               |      |
| 알렉 기네스          | 《스타워즈》                   | 오비완 케노비             |      |
| 멕시밀리언 쉘        | 《줄리아》                     | 조한                      |      |
| 1978 (51회차)        |                                |                           |      |
| 크리스토퍼 월큰      | 《디어 헌터》                  | 니코날 "닉" 체보타레비히" |      |
| 브루스 던            | 《귀향》                       | 밥 하이드 대장            |      |
| 리처드 판스워스      | 《컴스 호스맨》                | 도저                      |      |
| 존 허트              | 《미드나잇 익스프레스》        | 맥스                      |      |
| 잭 와든              | 《천국의 사도》                | 맥스 코클                 |      |
| 1979 (52회차)        |                                |                           |      |
| 멜빈 더글러스        | 《찬스》                       | 벤저민 텀블 랜드          |      |
| 로버트 듀발          | 《지옥의 묵시록》              | 빌 킬고어 중령            |      |
| 프레더릭 포리스트    | 《로즈》                       | 허스턴 다이어             |      |
| 저스틴 헨리          | 《크레이머 대 크레이머》       | 빌리 크레이머             |      |
| 미키 루니            | 《검은 종마》                  | 헨리 데일리               |      |

### 1980년대
| 연도                                  | 배우                               | 영화                        | 배역 |
| ------------------------------------- | ---------------------------------- | --------------------------- | ---- |
| 1980 (53회차)                         |                                    |                             |      |
| 티모시 허든                           | 《보통 사람들》                    | 콘래드 재럿                 |      |
| 저드 허시                             | 《보통 사람들》                    | 타이론 C. 버거 박사         |      |
| 마이클 오키프                         | 《위대한 산티니》                  | 베니 미첨                   |      |
| 조 페시                               | 《성난 황소》                      | 조이 라 모타                |      |
| 제이슨 로바즈                         | 《멜빈과 하워드》                  | 하워드 휴스                 |      |
| 1981 (54회차)                         |                                    |                             |      |
| 존 길거드                             | 《미스터 아더》                    | 홉슨                        |      |
| 제임스 코코                           | 《허울 좋은 여자》                 | 지미 페리                   |      |
| 이언 홈                               | 《불의 전차》                      | 샘 무사비니                 |      |
| 잭 니콜슨                             | 《레즈》                           | 유진 오닐                   |      |
| 하워드 E. 롤링스 주니어               | 《래그타임》                       | 콜하우스 워커 주니어        |      |
| 1982 (55회차)                         |                                    |                             |      |
| 루이스 고셋 주니어                    | 《사관과 신사》                    | 에밀 폴리 교관              |      |
| 찰스 더닝                             | 《베스트 리틀 호하우스 인 텍사스》 | 주지사                      |      |
| 존 리스고                             | 《가프》                           | 로버타 멀둔                 |      |
| 제임스 메이슨                         | 《심판》                           | 에드워드 콘캐넌             |      |
| 로버트 프레스턴                       | 《빅터 빅토리아》                  | 캐럴 "토디" 토드            |      |
| 1983 (56회차)                         |                                    |                             |      |
| 잭 니콜슨                             | 《애정의 조건》                    | 게렛 브리들러브             |      |
| 찰스 더닝                             | 《사느냐 죽느냐》                  | 어하트 대령                 |      |
| 존 리스고                             | 《애정의 조건》                    | 은행원 샘 번스              |      |
| 샘 셰퍼드                             | 《필사의 도전》                    | 척 예거                     |      |
| 립 톤                                 | 《크로스 크리크》                  | 마시 터너                   |      |
| 1984 (57회차)                         |                                    |                             |      |
| 행 S. 응고르                          | 《킬링 필드》                      | 디스 프란                   |      |
| 아돌프 캐서                           | 《솔저 스토리》                    | 베몬 워터스 병장            |      |
| 존 말코비치                           | 《마음의 고향》                    | 윌                          |      |
| 팻 모리타                             | 《베스트 키드》                    | 미야기 케스케               |      |
| 랄프 리처드슨 (posthumous nomination) | 《그레이스토크》                   | 6대 그레이스토크 백작       |      |
| 1985 (58회차)                         |                                    |                             |      |
| 돈 아메체                             | 《코쿤》                           | 아서 셀윈                   |      |
| 클라우스 마리아 브란다워              | 《아웃 오브 아프리카》             | 배런 브릭센 남작            |      |
| 윌리엄 힉키                           | 《프리찌스 오너》                  | 돈 코라도 프리찌            |      |
| 로버트 로지아                         | 《톱니바퀴의 칼날》                | 샘 랜섬                     |      |
| 에릭 로버츠                           | 《폭주기관차》                     | 버크                        |      |
| 1986 (59회차)                         |                                    |                             |      |
| 마이클 케인                           | 《한나와 그 자매들》               | 엘리엇 대니얼스             |      |
| 톰 베렌저                             | 《플래툰》                         | 밥 바네스 병장              |      |
| 윌럼 더포                             | 《플래툰》                         | 일라이아스 그로딘 병장      |      |
| 덴홈 엘리엇                           | 《전망 좋은 방》                   | 미스터 에머슨               |      |
| 데니스 호퍼                           | 《후지어》                         | 윌버 "슈터" 플래치          |      |
| 1987 (60회차)                         |                                    |                             |      |
| 숀 코너리                             | 《언터처블》                       | 짐 멀론 경관                |      |
| 앨버트 브룩스                         | 《브로드캐스트 뉴스》              | 아론 알트만                 |      |
| 모건 프리먼                           | 《스트리트 스마트》                | 리오 "패스트" 스몰스 주니어 |      |
| 빈센트 가르데니아                     | 《문스트럭》                       | 코스모 카스토리니           |      |
| 덴절 워싱턴                           | 《자유의 절규》                    | 스티브 비코                 |      |
| 1988 (61회차)                         |                                    |                             |      |
| 케빈 클라인                           | 《완다라는 이름의 물고기》         | 오토 웨스트                 |      |
| 알렉 기네스                           | 《리틀 도리트》                    | 윌리엄 도릿                 |      |
| 마틴 랜도                             | 《터커》                           | 세일즈맨 에이브 카라츠      |      |
| 리버 피닉스                           | 《허공에의 질주》                  | 대니 포프/마이클 맨필드     |      |
| 딘 스톡웰                             | 《마피아의 아내》                  | 토니 "더 타이거" 루소       |      |
| 1989 (62회차)                         |                                    |                             |      |
| 덴절 워싱턴                           | 《영광의 깃발》                    | 사일러스 트립 이등병        |      |
| 대니 아일로                           | 《똑바로 살아라》                  | 살 프랜지오니               |      |
| 댄 애크로이드                         | 《드라이빙 미스 데이지》           | 불리 워선                   |      |
| 말론 브란도                           | 《백색의 계절》                    | 이안 맥켄지                 |      |
| 마틴 랜도                             | 《범죄와 비행》                    | 의사 쥬더 로젠탈            |      |

### 1990년대
| 연도                  | 배우                           | 영화                             | 배역 |
| --------------------- | ------------------------------ | -------------------------------- | ---- |
| 1990 (63회차)         |                                |                                  |      |
| 조 페시               | 《좋은 친구들》                | 토미 드비토                      |      |
| 브루스 데이비슨       | 《오랜 친구》                  | 데이비드                         |      |
| 앤디 가르시아         | 《대부 3》                     | 돈 빈센트 비니 맨시니 코를레오네 |      |
| 그레이엄 그린         | 《늑대와 함께 춤을》           | 키킹 버드                        |      |
| 알 파치노             | 《딕 트레이시》                | 알폰스 "빅 보이" 카프리스        |      |
| 1991 (64회차)         |                                |                                  |      |
| 잭 팰런스             | 《굿바이 뉴욕 굿모닝 내 사랑》 | 컬리 워시번                      |      |
| 토미 리 존스          | 《JFK》                        | 클레이 쇼                        |      |
| 하비 카이텔           | 《벅시》                       | 믹키 코헨                        |      |
| 벤 킹즐리             | 《벅시》                       | 메이 랜스키                      |      |
| 마이클 러너           | 《바톤 핑크》                  | 잭 립닉                          |      |
| 1992 (65회차)         |                                |                                  |      |
| 진 해크먼             | 《용서받지 못한 자》           | 리틀 빌 대깃                     |      |
| 제이 데이비드슨       | 《크라잉 게임》                | 딜                               |      |
| 잭 니콜슨             | 《어 퓨 굿 맨》                | 나단 R. 제섭 대령                |      |
| 알 파치노             | 《글렌게리 글렌 로스》         | 릭키 로마                        |      |
| 데이비드 페이머       | 《토요일 밤의 남자》           | 스탠 영                          |      |
| 1993 (66회차)         |                                |                                  |      |
| 토미 리 존스          | 《도망자》                     | 연방 경찰 사무엘 제라드          |      |
| 레오나르도 디카프리오 | 《길버트 그레이프》            | 어니 그레이프                    |      |
| 랄프 파인즈           | 《쉰들러 리스트》              | 애먼 괴트                        |      |
| 존 말코비치           | 《사선에서》                   | 미치 러리                        |      |
| 피트 포스틀스웨이트   | 《아버지의 이름으로》          | 조세프 콘론                      |      |
| 1994 (67회차)         |                                |                                  |      |
| 마틴 랜도             | 《에드 우드》                  | 벨라 루고시                      |      |
| 사무엘 L. 잭슨        | 《펄프 픽션》                  | 쥴스 윈필드                      |      |
| 채즈 팔민테리         | 《브로드웨이를 쏴라》          | 치치                             |      |
| 폴 스코필드           | 《퀴즈 쇼》                    | 마크 반 도렌                     |      |
| 게리 시니스           | 《포레스트 검프》              | 댄 테일러 중위                   |      |
| 1995 (68회차)         |                                |                                  |      |
| 케빈 스페이시         | 《유주얼 서스펙트》            | 로저 버벌킨트/카이저 소제        |      |
| 제임스 크롬웰         | 《꼬마돼지 베이브》            | 농부 아서 호겟                   |      |
| 에드 해리스           | 《아폴로 13》                  | 진 크랜즈                        |      |
| 브래드 피트           | 《12 몽키즈》                  | 제프리 고인스                    |      |
| 팀 로스               | 《롭 로이》                    | 아치볼드 커닝햄                  |      |
| 1996 (69회차)         |                                |                                  |      |
| 쿠바 구딩 주니어      | 《제리 맥과이어》              | 로드 티드웰                      |      |
| 윌리엄 H. 메이시      | 《파고》                       | 제리 룬더가드                    |      |
| 아르민 뮐러슈탈       | 《샤인》                       | 피터 헬프곳                      |      |
| 에드워드 노튼         | 《프라이멀 피어》              | 에런 스탬플러/로이               |      |
| 제임스 우즈           | 《미시시피의 유령》            | 브라이언 베크위드                |      |
| 1997 (70회차)         |                                |                                  |      |
| 로빈 윌리엄스         | 《굿 윌 헌팅》                 | 숀 맥과이어 박사                 |      |
| 로버트 포스터         | 《재키 브라운》                | 맥스 체리                        |      |
| 앤서니 홉킨스         | 《아미스타드》                 | 존 퀸시 애덤스                   |      |
| 그레그 키니어         | 《이보다 더 좋을 순 없다》     | 사이몬 비숍                      |      |
| 버트 레이놀즈         | 《부기 나이트》                | 잭 호너                          |      |
| 1998 (71회차)         |                                |                                  |      |
| 제임스 코번           | 《어플릭션》                   | 글렌 화이트하우스                |      |
| 로버트 듀발           | 《시빌 액션》                  | 제롬 파쳐                        |      |
| 에드 해리스           | 《트루먼 쇼》                  | 크리스토프                       |      |
| 제프리 러시           | 《셰익스피어 인 러브》         | 필립 헨슬로위                    |      |
| 빌리 밥 손튼          | 《심플 플랜》                  | 제이콥 미첼                      |      |
| 1999 (72회차)         |                                |                                  |      |
| 마이클 케인           | 《사이더 하우스》              | 윌버 라치 박사                   |      |
| 톰 크루즈             | 《매그놀리아》                 | 프랭크 T.J. 멕케이               |      |
| 마이클 클라크 덩컨    | 《그린 마일》                  | 존 코피                          |      |
| 주드 로               | 《리플리》                     | 딕키 그린리프                    |      |
| 할리리 조웰 오스먼트  | 《식스 센스》                  | 콜 세어                          |      |

### 2000년대
| 연도                   | 배우                                      | 영화                          | 배역 |
| ---------------------- | ----------------------------------------- | ----------------------------- | ---- |
| 2000 (73회차)          |                                           |                               |      |
| 베니치오 델 토로       | 트래픽                                    | 자비에 로드리게즈             |      |
| 제프 브리지스          | 《컨텐더》                                | 잭슨 에반스 대통령            |      |
| 윌럼 더포              | 《뱀파이어의 그림자》                     | 맥스 슈렉                     |      |
| 앨버트 피니            | 《에린 브로코비치》                       | 에드워드 L. 매스리            |      |
| 호아퀸 피닉스          | 《글래디에이터》                          | 코모두스                      |      |
| 2001 (74회차)          |                                           |                               |      |
| 짐 브로드벤트          | 《아이리스》                              | 존 베일리                     |      |
| 에단 호크              | 《트레이닝 데이》                         | 제이크 호이트 경관            |      |
| 벤 킹슬리              | 《섹시 비스트》                           | 돈 로건                       |      |
| 이안 맥켈런            | 《반지의 제왕: 반지 원정대》              | 간달프                        |      |
| 존 보이트              | 《알리》                                  | 하워드 커셀                   |      |
| 2002 (75회차)          |                                           |                               |      |
| 크리스 쿠퍼            | 《어댑테이션》                            | 존 라로체                     |      |
| 에드 해리스            | 《디 아워스》                             | 리처드 "리치" 브라운          |      |
| 폴 뉴먼                | 《로드 투 퍼디션》                        | 존 루니                       |      |
| 존 C. 라일리           | 《시카고》                                | 아모스 하트                   |      |
| 크리스토퍼 워컨        | 《캐치 미 이프 유 캔》                    | 프랭크 아비그네일 시니어      |      |
| 2003 (76회차)          |                                           |                               |      |
| 팀 로빈스              | 《미스틱 리버》                           | 데이브 보일                   |      |
| 앨릭 볼드윈            | 《러브 인 카지노》                        | 셸리 캡로                     |      |
| 베니치오 델 토로       | 《21 그램》                               | 잭 조단                       |      |
| 자이몬 혼수            | 《천사의 아이들》                         | 마테오                        |      |
| 와타나베 켄            | 《라스트 사무라이》                       | 지도자 카츠모토               |      |
| 2004 (77회차)          |                                           |                               |      |
| 모건 프리먼            | 《밀리언 달러 베이비》                    | 에디 "스크랩-아이언" 듀프리스 |      |
| 알란 알다              | 《에비에이터》                            | 오언 브루스터 상원 의원       |      |
| 토머스 헤이든 처치     | 《사이드웨이》                            | 잭 콜                         |      |
| 제이미 폭스            | 《콜래트럴》                              | 택시기사 맥스 듀로셔          |      |
| 클라이브 오언          | 《클로저》                                | 의사 래리 그레이              |      |
| 2005 (78회차)          |                                           |                               |      |
| 조지 클루니            | 《시리아나》                              | 로버트 바니스                 |      |
| 맷 딜런                | 《크래쉬》                                | 존 라이언 경관                |      |
| 폴 지어마티            | 《신데렐라 맨》                           | 조 굴드                       |      |
| 제이크 질런홀          | 《브로크백 마운틴》                       | 잭 트위스트                   |      |
| 윌리엄 허트            | 《폭력의 역사》                           | 리치 쿠삭                     |      |
| 2006 (79회차)          |                                           |                               |      |
| 앨런 아킨              | 《미스 리틀 선샤인》                      | 할아버지 에드윈 후버          |      |
| 잭키 얼 헤일리         | 《리틀 칠드런》                           | 로널드 제임스 맥고비          |      |
| 자이몬 혼수            | 《블러드 다이아몬드》                     | 솔로몬 밴디                   |      |
| 에디 머피              | 《드림걸즈》                              | 제임스 "썬더" 얼리            |      |
| 마크 월버그            | 《디파티드》                              | 션 디그냄 경사                |      |
| 2007 (80회차)          |                                           |                               |      |
| 하비에르 바르뎀        | 《노인을 위한 나라는 없다》               | 안톤 시거                     |      |
| 케이시 애플렉          | 《비겁한 로버트 포드의 제시 제임스 암살》 | 로버트 포드                   |      |
| 필립 세이모어 호프먼   | 《찰리 윌슨의 전쟁》                      | 거스트 애브라코토스           |      |
| 할 홀브룩              | 《인투 더 와일드》                        | 로 프랜즈                     |      |
| 톰 윌킨슨              | 《마이클 클레이튼》                       | 아서 이든스                   |      |
| 2008 (81회차)          |                                           |                               |      |
| 히스 레저 (posthumous) | 《다크 나이트》                           | 조커                          |      |
| 조슈 브롤린            | 《밀크》                                  | 댄 화이트                     |      |
| 로버트 다우니 주니어   | 《트로픽 썬더》                           | 커트 라저러스                 |      |
| 필립 세이모어 호프먼   | 《다우트》                                | 브렌단 플린 신부              |      |
| 마이클 섀넌            | 《레볼루셔너리 로드》                     | 존 기빙스                     |      |
| 2009 (82회차)          |                                           |                               |      |
| 크리스토프 왈츠        | 《바스터즈: 거친 녀석들》                 | 한스 란다 대령                |      |
| 맷 데이먼              | 《우리가 꿈꾸는 기적: 인빅터스》          | 프랑소와 피에나르             |      |
| 우디 해럴슨            | 《메신저》                                | 토니 스톤 서장                |      |
| 크리스토퍼 플러머      | 《톨스토이의 마지막 인생》                | 레프 톨스토이                 |      |
| 스탠리 투치            | 《러블리 본즈》                           | 조지 하비                     |      |

### 2010년대
| 연도                 | 배우                                      | 영화                            | 배역 |
| -------------------- | ----------------------------------------- | ------------------------------- | ---- |
| 2010 (83회차)        |                                           |                                 |      |
| 크리스찬 베일        | 《파이터》                                | 딕키 에클런드                   |      |
| 존 호키스            | 《윈터스 본》                             | 티어드롭 돌리                   |      |
| 제러미 레너          | 《타운》                                  | 제임스 "젬" 코플린              |      |
| 마크 러펄로          | 《에브리바디 올라잇》                     | 폴 햇필드                       |      |
| 제프리 러시          | 《킹스 스피치》                           | 라이오넬 로그                   |      |
| 2011 (84회차)        |                                           |                                 |      |
| 크리스토퍼 플러머    | 《비기너스》                              | 할 필즈                         |      |
| 케네스 브래너        | 《마릴린 먼로와 함께한 일주일》           | 로렌스 올리비에 경              |      |
| 조나 힐              | 《머니볼》                                | 피터 브랜드                     |      |
| 닉 놀테              | 《워리어》                                | 패디 콘론                       |      |
| 막스 폰 쉬도우       | 《엄청나게 시끄럽고 믿을 수 없게 가까운》 | 임차인                          |      |
| 2012 (85회차)        |                                           |                                 |      |
| 크리스토프 발츠      | 《장고: 분노의 추적자》                   | 닥터 킹 슐츠                    |      |
| 앨런 아킨            | 《아르고》                                | 레스터 시걸                     |      |
| 로버트 드 니로       | 《실버라이닝 플레이북》                   | 파브리치오 "팻" 솔리타노 시니어 |      |
| 필립 세이모어 호프먼 | 《마스터》                                | 랭케스터 도드                   |      |
| 토미 리 존스         | 《링컨》                                  | 태디어스 스티븐스               |      |
| 2013 (86회차)        |                                           |                                 |      |
| 자레드 레토          | 《달라스 바이어스 클럽》                  | 레이언                          |      |
| 바크하드 압디        | 《캡틴 필립스》                           | 압두왈리 무세                   |      |
| 브래들리 쿠퍼        | 《아메리칸 허슬》                         | FBI 요원 리처드 "리치" 디마소   |      |
| 마이클 패스벤더      | 《노예 12년》                             | 에드윈 엡스                     |      |
| 조나 힐              | 《더 울프 오브 월 스트리트》              | 도니 아조프                     |      |
| 2014 (87회차)        |                                           |                                 |      |
| J. K. 시몬스         | 《위플래쉬》                              | 테런스 플레처                   |      |
| 로버트 듀발          | 《더 저지》                               | 조셉 팔머                       |      |
| 에단 호크            | 《보이후드》                              | 메이슨 에번스                   |      |
| 에드워드 노튼        | 《버드맨》                                | 마이크 샤이너                   |      |
| 마크 러팔로          | 《폭스캐처》                              | 데이브 슐츠                     |      |
| 2015 (88회차)        |                                           |                                 |      |
| 마크 라이런스        | 《스파이 브릿지》                         | 루돌프 아벨                     |      |
| 크리스찬 베일        | 《빅쇼트》                                | 마이클 버리                     |      |
| 톰 하디              | 《레버넌트: 죽음에서 돌아온 자》          | 존 피츠제럴드                   |      |
| 마크 러팔로          | 《스포트라이트》                          | 마이크 레젠데스                 |      |
| 실베스터 스탤론      | 《크리드》                                | 록키 발보아                     |      |
| 2016 (89회차)        |                                           |                                 |      |
| 머하샬라 알리        | 《문라이트》                              | 후안                            |      |
| 제프 브리지스        | 《로스트 인 더스트》                      | 마커스 해밀턴                   |      |
| 루커스 헤지스        | 《맨체스터 바이 더 씨》                   | 조카 패트릭 챈들러              |      |
| 데브 파텔            | 《라이언》                                | 사루 브리얼리                   |      |
| 마이클 섀넌          | 《녹터널 애니멀스》                       | 바비 안데스 형사                |      |
| 2017 (90회차)        |                                           |                                 |      |
| 샘 록웰              | 《쓰리 빌보드》                           | 제이슨 딕슨 경관                |      |
| 윌럼 더포            | 《플로리다 프로젝트》                     | 바비 힉스                       |      |
| 우디 해럴슨          | 《쓰리 빌보드》                           | 윌리엄 윌러비 서장              |      |
| 리처드 젠킨스        | 《셰이프 오브 워터: 사랑의 모양》         | 자일스                          |      |
| 크리스토퍼 플러머    | 《올 더 머니》                            | J. 폴 게티                      |      |
| 2018 (91회차)        |                                           |                                 |      |
| 마허샬라 알리        | 《그린 북》                               | 돈 셜리 박사                    |      |
| 애덤 드라이버        | 《블랙클랜스맨》                          | 필립 "플립" 짐머맨 형사         |      |
| 샘 엘리엇            | 《스타 이즈 본》                          | 바비 마인                       |      |
| 리처드 E. 그랜트     | 《캔 유 에버 포기브 미?》                 | 잭 호크                         |      |
| 샘 록웰              | 《바이스》                                | 조지 W. 부시                    |      |
| 2019 (92회차)        |                                           |                                 |      |
| 브래드 피트          | 《원스 어폰 어 타임 인 할리우드》         | 클리프 부스                     |      |
| 톰 행크스            | 《어 뷰티풀 데이 인 더 네이버후드》       | 프레드 로저스                   |      |
| 앤서니 홉킨스        | 《두 교황》                               | 교황 베네딕토 16세              |      |
| 알 파치노            | 《아이리시맨》                            | 지미 호파                       |      |
| 조 페시              | 《아이리시맨》                            | 러셀 버팔리노                   |      |

### 2020년대
| 연도                 | 배우                               | 영화                     | 배역 |
| -------------------- | ---------------------------------- | ------------------------ | ---- |
| 2020/21 (93회차)     |                                    |                          |      |
| 대니얼 컬루야        | 《유다 그리고 블랙 메시아》        | 프레드 햄프턴            |      |
| 사샤 배런 코언       | 《트라이얼 오브 더 시카고 7》      | 애비 호프먼              |      |
| 레슬리 오덤 주니어   | 《사운드 오브 메탈》               | 샘 쿡                    |      |
| 폴 레이시            | 《마이애미에서의 하룻밤》          | 조                       |      |
| 러키스 스탠필드      | 《유다 그리고 블랙 메시아》        | 윌리엄 오닐              |      |
| 2021 (94회차)        |                                    |                          |      |
| 트로이 코처          | 《코다》                           | 프랭크 로시              |      |
| 키어런 하인즈        | 《벨파스트》                       | 할아버지                 |      |
| 제시 플레먼스        | 《파워 오브 도그》                 | 조지 버뱅크              |      |
| J. K. 시먼스         | 《리카르도 가족으로 산다는 것》    | 윌리엄 프롤리            |      |
| 코디 스밋맥피        | 《파워 오브 도그》                 | 피터 고든                |      |
| 2022 (95회차)        |                                    |                          |      |
| 조너선 케 콴         | 《에브리씽 에브리웨어 올 앳 원스》 | 웨이먼드 왕              |      |
| 브렌던 글리슨        | 《이니셰린의 밴시》                | 콜름 도허티              |      |
| 브라이언 타이리 헨리 | 《더 브릿지》                      | 제임스 오코인            |      |
| 저드 허슈            | 《파벨만스》                       | 보리스 쉴드크로트        |      |
| 배리 키오건          | 《이니셰린의 밴시》                | 도미닉 커니              |      |
| 2023 (96회차)        |                                    |                          |      |
| 로버트 다우니 주니어 | 《오펜하이머》                     | 루이스 스트로스          |      |
| 스털링 K. 브라운     | 《아메리칸 픽션》                  | 클리퍼드 "클리프" 엘리슨 |      |
| 로버트 드니로        | 《플라워 킬링 문》                 | 윌리엄 킹 헤일           |      |
| 라이언 고슬링        | 《바비》                           | 켄                       |      |
| 마크 러펄로          | 《가여운 것들》                    | 덩컨 웨더번              |      |
| 2024 (97회차)        |                                    |                          |      |
| 키어런 컬킨          | 《리얼 페인》                      | 벤지 카플란              |      |
| 유라 보리소프        | 《아노라》                         | 이고르                   |      |
| 에드워드 노턴        | 《컴플리트 언노운》                | 피트 시거                |      |
| 가이 피어스          | 《브루탈리스트》                   | 해리슨 리 밴 뷰런        |      |
| 제러미 스트롱        | 《어프렌티스》                     | 로이 콘                  |      |

## 같이 보기
- 영국 아카데미 남우조연상
- 아카데미 여우조연상